# Renea
Renea is een geslacht van weekdieren uit de klasse van de Gastropoda (slakken).

## Soorten
- Renea berica Niero, Nardi & Braccia, 2012
- Renea bourguignatiana G. Nevill, 1880
- Renea elegantissima (Pini, 1886)
- Renea gentilei (Pollonera, 1889)
- Renea gormonti Boeters, E. Gittenberger & Subai, 1989
- Renea kobelti (A. J. Wagner, 1910)
- Renea moutonii (Dupuy, 1849)
- Renea paillona Boeters, E. Gittenberger & Subai, 1989
- Renea spectabilis (Rossmässler, 1839)
- Renea veneta (Pirona, 1865)

Niet geaccepteerde soorten:
- Renea (Caziotia) singularis (Pollonera, 1905) → Renea moutonii singularis (Pollonera, 1905)
- Renea douctouyrensis Bertrand, 2004 → Acicula douctouyrensis (Bertrand, 2004)
- Renea singularis (Pollonera, 1905) → Renea moutonii singularis (Pollonera, 1905)